# 1660

## Esdeveniments
Països Catalans
Resta del món
- 12 de novembre - la Cerdanya: en compliment del tractat dels Pirineus signat el 7 de novembre de l'any abans, França ocupa el que ara és l'Alta Cerdanya i la vila de Llívia es converteix en un enclavament.
- Lluís XIV aboleix les constitucions catalanes al Rosselló i l'Alta Cerdanya.

## Naixements
Països Catalans
Resta del món
- 16 d'abril - Killyleagh, County Down, Irlanda: Hans Sloane, metge i botànic (m. 1753).[1]
- 2 de maig, Palerm, Regne de Sicília: Alessandro Scarlatti, compositor italià (m. 1725).[2]
- 4 de desembre -: Aix-en-Provence (França): André Campra, compositor francès (m. 1744).[3]
- París: Gaspard Le Roux, compositor.

## Necrològiques
Països Catalans
Resta del món
- 10 de febrer - Heemstede, Països Baixos: Judith Leyster, pintora de l'edat d'or holandesa (n.1609).[4]
- 15 de març - París: Lluïsa de Marillac, religiosa francesa, fundadora de les Filles de la Caritat (n. 1591).[5]

- 6 d'agost - Madrid: Diego Velázquez, pintor espanyol.